# Francisco Sabini
Francisco Sabini – piłkarz urugwajski, bramkarz.
Jako piłkarz klubu Central Montevideo wziął udział w turnieju Copa América 1947, gdzie Urugwaj zajął trzecie miejsce. Sabini zagrał tylko w drugiej połowie meczu z Ekwadorem, zastępując w przerwie podstawowego bramkarza reprezentacji Juana Tulica. Stracił w tym meczu 1 bramkę, którą zdobył dla Ekwadoru César Garnica.